# Фарагабад (Амоль)
Фарагабад (перс. فرح اباد) — село в Ірані, у дегестані Газарпей-є Джонубі, в Центральному бахші, шагрестані Амоль остану Мазендеран. За даними перепису 2006 року, його населення становило 83 особи, що проживали у складі 17 сімей.